# Barbara Kopp
Barbara Kopp (* 1964) ist eine Schweizer Journalistin und Autorin. In ihren Büchern befasste sie sich mit der Schweizer Frauengeschichte.

## Leben und Werk
Barbara Kopp absolvierte 1989/90 die Ringier-Journalistenschule und schloss 1992 ihr Studium der Germanistik und Geschichte mit dem Master of Arts an der Universität Zürich ab. Von 1990 bis 2000 arbeitete sie als Journalistin für Printmedien und das Schweizer Fernsehen. Ihre Artikel wurden im Tages-Anzeiger, in der Schweizer Familie, der Schweizer Woche, im Beobachter und der Weltwoche veröffentlicht. Sie lebt als freie Autorin in Zürich und ist Dozentin an der Schweizer Journalistenschule MAZ.
In ihrem Buch Die Unbeirrbare (2003) schildert sie das Leben der katholischen Juristin und Frauenrechtlerin Gertrud Heinzelmann, die 1962 zum Zweiten Vatikanischen Konzil kirchliche Gleichberechtigung und die Zulassung von Frauen zum Priestertum gefordert hatte. Die Neue Zürcher Zeitung (NZZ) schrieb, es sei „das facettenreiche und überaus subtile Porträt einer eigenwilligen und komplexen Persönlichkeit“. Barbara Kopp habe es verstanden, „Heinzelmann gerecht zu werden, ohne dabei die kritische Distanz zu verlieren. Weit davon entfernt, aus Heinzelmann eine Jeanne d'Arc der Schweizer Frauenbewegung zu machen.“ Mit der über Achtzigjährigen drehte Barbara Kopp das Filmporträt Pionierin aus Berufung – die Frauenrechtlerin Gertrud Heinzelmann für das Schweizer Fernsehen, das in 3sat ausgestrahlt sowie auf den Solothurner Filmtagen 2001 aufgeführt wurde.
2013 erschien Barbara Kopps umfangreiche Biografie über die Schweizer Medienpionierin und Schriftstellerin Laure Wyss mit dem Untertitel Leidenschaften einer Unangepassten. In drei großen Kapiteln Lor, Wyss und Ich hat Barbara Kopp auf Grundlage zahlreicher Dokumente und Interviews das Leben der alleinerziehenden und kämpferischen Laure Wyss aufgearbeitet. Die NZZ urteilte: „Was sie mit ihrer glänzend geschriebenen Arbeit präsentiert, ist mehr als nur der Gang durch die Jahre einer bedeutenden Journalistin und Autorin. Zum Lesevergnügen trägt wesentlich bei, dass Barbara Kopp die Stationen dieses Lebens immer wieder in scharf konturierte Tableaus unterteilt und gekonnt inszeniert. Daraus werden gleichsam Momentaufnahmen einer Epoche, die enorme Veränderungen erlebt hat.“ Der Rezensent des Tages-Anzeigers befand: „Überzeugend zeigt Barbara Kopp, wie Laure Wyss die soziale und politische Entwicklung der Schweiz nach dem Zweiten Weltkrieg erlebte und erlitt, aber auch mitgestaltete. [...] Wenn Barbara Kopp sich eingehend mit dem Privatleben von Laure Wyss befasst, geschieht dies stets im Blick auf das öffentliche Wirken der Journalistin, das eng mit den persönlichen Erfahrungen einer Frau dieser Zeit verbunden war.“

## Bücher
- Laure Wyss. Leidenschaften einer Unangepassten, Limmat Verlag, Zürich 2013.[11]
- Die Unbeirrbare. Wie Gertrud Heinzelmann den Papst und die Schweiz das Fürchten lehrte, Limmat Verlag, Zürich 2003

## Dokumentarfilm
- Gertrud Heinzelmann – Pionierin aus Berufung, 30 Min., SRF/3sat, 1999/2000.